# Design social
Design social é uma área do design que se preocupa com o papel do designer e a sua responsabilidade na sociedade; além do uso do processo de design para trazer uma mudança social.

## Responsabilidade
Dentro do mundo do design social, design, às vezes, é definido como um processo de design que contribui para melhorar o bem-estar humano e dos meios de subsistência. Na agenda social, o design usa, entre outras inspirações,a ideia de Victor Papanek de que designers e profissionais de criação têm uma responsabilidade e são capazes de provocar mudanças reais no mundo, por meio de um bom design. Papanek escreve sobre a responsabilidade do design. Os designers podem contribuir para a concepção mais ecológica de produtos, selecionando cuidadosamente os materiais que eles usam. Papanek comenta sobre o ato de projetar as necessidades das pessoas, ao invés de incluir suas necessidades. O responsável pelo projeto inclui muitas direções e uma delas é aquela que volta projetos para o Terceiro Mundo. Designers têm responsabilidade sobre as escolhas que fazem em processos de design.
O designer social pensa em um mundo que une o desenvolvimento humano e capital social, com novos produtos e processos que são rentáveis. A rentabilidade e a propriedade dos processos são os pilares de sustentabilidade que servem de base para o bem-estar humano. Outro autor que contribui para o desenvolvimento da presente definição de design social é Victor Margolin. Ele escreve em "A Política do Artificial" sobre o "designer e a sua capacidade de imaginar e dar forma em produtos materiais e imateriais que podem resolver os problemas humanos em larga escala e contribuir para o bem-estar social." Esta ideologia é algo que o design social é construído. Nesta ideologia, De o design social é uma atividade que não deve ser enquadrada com conotações de caridade, doações, ajuda etc. Não é um trabalho voluntário, mas deve ser visto como contribuição profissional que desempenha um importante papel no desenvolvimento econômico ou de subsistência.

## Pensamento estratégico
Outro ponto de partida para delinear o design social é o pensamento estratégico do design. A criação de políticas e sua implementação em um nível civil. Os dois pólos: a tradição e a economia de mercado pode, em um dos modelos para o design social, ser colocado em interação, ao invés de incluir em competição uns com os outros. Um autor que tem de ser mencionado aqui é Jacque Fresco e o seu Projecto Vénus. Ele propõe que o futuro dos sistemas sociais precisa ser projetado pelo método científico. Design Social pode, então, ser visto como um processo que leva para as capacidades humanas que, por sua vez, contribui para o seu bem-estar. Como Amartya Sen, escreve, a pobreza é vista como privação de capacidades. Focando em capacidades, ao invés de incluir rendimento, Amartya Sen sugere que o desenvolvimento em vários aspectos sociais da vida podem contribuir para o desenvolvimento geral. A compreensão e a utilização dos processos de design pode contribuir para a melhoria dos meios de subsistência

## Design de desempenho
Como a mídia social torna-se integrada com a performance ao vivo, o design social tornou-se um termo para descrever alguém que possui projetos de ferramentas on-line que têm por finalidade o aumento de desempenho. Assim como há os lighting designers, designers de som, cenógrafos, figurinistas e vídeo designers - designers sociais trabalham com uma equipe para complementar uma produção com ferramentas de mídias sociais e conteúdo. Neste contexto, o design social é definido como: "A implementação estratégica de mídias sociais para aprofundar ou alargar a natureza de um espetáculo artístico."

## Projeto de sistemas
Outra dimensão do design social concentra-se na concepção de sistemas que unem os elementos de comunicação, desenvolvimento de novos produtos e o meio ambiente. Argumenta-se que nenhuma área de design é, por si só, suficiente para promover o desenvolvimento social sustentável. O que é necessário é um sistema, o que abrange todas as áreas do design, para um sistema aberto, com variáveis de complementares que atuam na busca de uma visão definida pelo conjunto comum de metas.
Fora do mundo do design social, design aparece em inúmeros ambientes profissionais. Há um número crescente de artistas, especialmente na Escandinávia, que usa o termo design social para descrever o seu trabalho, embora o trabalho está dentro do mundo da arte. Estas são artista como FOS e Superflex. Eles vêm de uma tradição de arte social que pode ser levado de volta para os Futuristas, Dadaístas e por exemplo ao artista alemão Joseph Beuys.

## Mundo Social
O termo design social é também cada vez mais utilizado para descrever a concepção do mundo social. Esta definição implica uma percepção de uma realidade feita pelo homem, o que, consequentemente, só pode ser mudado pelo homem, e é mudado pelo homem o tempo todo. Neste modo de exibição de design social é inevitável, é saber se as pessoas estão conscientes disso ou não. A realidade social é criada como um resultado da soma de todas as nossas ações individuais. Há uma discussão emergente do conceito de design social, que engloba todas as outras definições do termo.

## Iniciativas
- A World Design Research Initiative, também conhacida como Worldesign, na Universidade de Arte e Design de Helsinki,[6] tem como objetivo explorar as questões relevantes para o social, bem-estar e para a geração de teoria, bem como sistemas ou modelos aplicáveis. Seus membros produzem exposições, seminários e publicações, que funcionam como ferramentas para testar e avaliar as diferentes aplicações sociais dos projetos.[7]
- A Universidade de Artes Aplicadas de Viena possui um curso de mestrado dedicado aos desafios dentro do interior de sistemas sociais e questões relacionadas. O programa de mestrado está orientado para licenciados de diversas áreas de estudo, utilizando equipes transdiscipinares. Arte em sinergia com o projeto relacionado com métodos científicos e o conhecimento é visto como uma ferramenta para a inovação urbana.[8][9]
- A Universidade de Tecnologia de Sydney introduziu um curso de bacharelado em Inteligência Criativa e Inovação (BCII) em 2014,[10] que deve ser concluída em combinação com outro curso de graduação. Com um forte foco no desenvolvimento de novas soluções para as questões sociais, permite aos alunos 'participar de um futuro virado para o primeiro mundo, com um grau transdisciplinar que leva várias perspectivas a partir de diversos campos, integrando uma série de indústria de experiências, projetos do mundo real e de propostas auto-iniciadas – dotar os alunos para abordar os complexos desafios e oportunidades não exploradas de nosso tempo.'[11]

## Artigos
- Benson, E. (2007). "Receita para uma Ética Concebida Futuro." AIGA Centro para a Sustentabilidade.
- Bhan, N., e Tait, D. (2008). "Design para o Próximo Bilhão de Clientes." Core77.com.
- Bruinsma, M. (1999). "Idealismo: Um Projeto Ideal Ainda Não está".
- Casey, V. (2007). "O Designer Dilema." DesignersAccord.org.
- Emerson, J. (2009) "Poder de Mapeamento: Usando o design para chegar onde queremos ir"
- Emerson, J. (2008) "A Visão de uma Coisa: Ver e criar a mudança através do design"
- Emerson, J. (2007) "A Conversa: Quando deve designers de fazer um compromisso político?"
- Emerson, J. (2005) "Armas de fogo, a Manteiga e os boletins de Voto: os Cidadãos encarregar-se por projetar para o melhor governo"
- Emerson, J. (2004) "Levando-a para as Ruas: design Gráfico para a advocacia"
- Garland, K. (1964). "As Primeiras Coisas Primeiro Manifesto."
- Hidalgo, M. (2014). "Armas de construcción Masiva: Manual de Diseño Social" Diseño Social PT+ (espanhol)
- Howard, A. (2001). "Não há tal coisa como sociedade." EyeMagazine.com
- Howard, A. (2001). "Design Para Além Da Mercadorização." EyeMagazine.com
- Nini, P. (2004). "Em Busca da Ética no Design Gráfico." AIGA.org
- Poynor, R. (2007). "O Preço do Suco." EyeMagazine.com
- Poynor, R. (2001). "O Tempo Para Ser Contra." Typotheque.com
- Poynor, R. (2000). "As Primeiras Coisas Primeiro, De 2000."
- De Regra, A. (2008). "A Revolução Não Será Desenhado." InTheseTimes.com
- Sagmeister, S. (2002). "Como é Bom ser Bom?" Typotheque.com
- Vários. (1883-2010). "100 Anos de Design Manifestos"
- Larosa, António (2007). "Os Designers Contra O iPodization Da Sociedade"

## References
1. ↑  http://www.mica.edu/Programs_of_Study/Graduate_Programs/Social_Design_(MA)/Overview.html
2. ↑  Holm, Ivar (2006).
3. ↑  Papanek, Victor (1984): Design for the Real World.
4. ↑  Margolin, Victor (2002): The Politics of the Artificial.
5. ↑  Sen, Amartya (2000): Development as Freedom.
6. ↑  TaiK
7. ↑  among the publications are :
University of Art and Design Helsinki, Working Papers F 31.
8. ↑  http://www.dieangewandte.at/socialdesign_en
9. ↑  Social Design_Arts as Urban Innovation
10. ↑  http://www.uts.edu.au/future-students/creative-intelligence-and-innovation
11. ↑  http://www.uts.edu.au/future-students/creative-intelligence-and-innovation/what-creative-intelligence-and-innovation/what